# Pseudechis australis

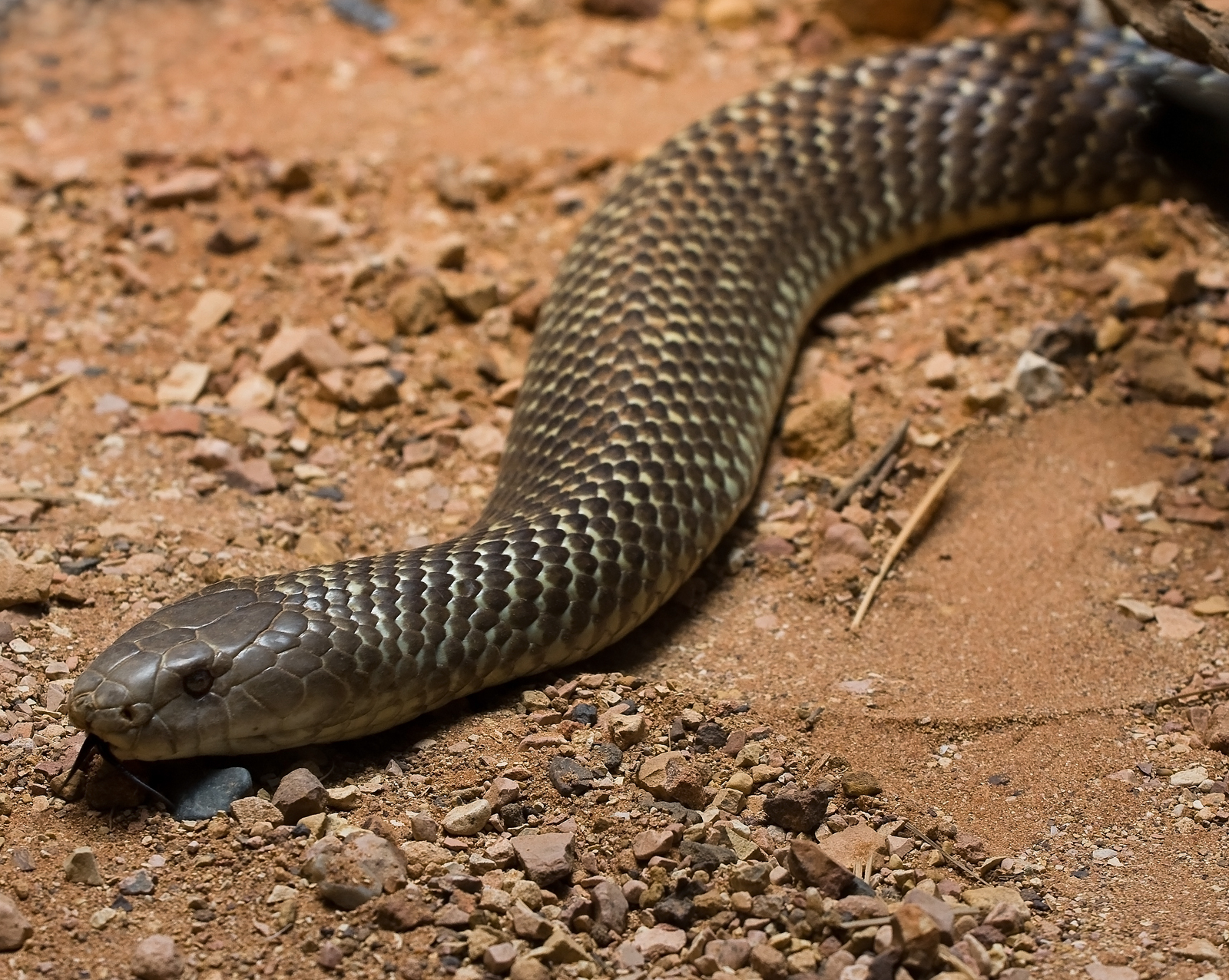
Pseudechis australis в австралийском зоопарке

Pseudechis australis (лат.) — вид ядовитых пресмыкающихся из подсемейства морских змей (Hydrophiinae) семейства аспидов (Elapidae).
Распространены практически по всей территории Австралии, их можно встретить во всех штатах, за исключением Виктории и Тасмании. Местами обитания  являются светлые леса, луга, пастбища и пустыни. Эти змеи не встречаются в тропических лесах.
Самые крупные экземпляры достигают 3 метра в длину и весят более 6 килограммов; обычная длина взрослой особи — около полутора метров, а масса — до 3 килограммов. Самки откладывают от 8 до 20 яиц.
Имеют коричневую окраску. Голова переходит в широкую шею, чем отличается от подавляющего большинства ядовитых змей, у которых обычно выступающие ядовитые железы позади головы резко отделяют голову от узкой шеи. При возбуждении шея Pseudechis australis сплющивается и расширяется, как и у кобр, однако капюшона не образует.
Питаются мелкими ящерицами, другими змеями (в том числе и ядовитыми), различными земноводными и крупными насекомыми, а также птицами и млекопитающими.
Это одна из самых ядовитых сухопутных змей. За один укус средняя змея может выделить 150 мг яда. Укусы этих крупных змей представляют реальную угрозу для жизни человека. Доля смертельных исходов очень велика.